# Wijnbergen (Doetinchem)
Pour les articles homonymes, voir Wijnbergen.
Wijnbergen est un petit village situé dans les communes néerlandaises de Doetinchem et de Montferland, dans la province de Gueldre.
Dans le cadre des extensions de la ville de Doetinchem, Wijnbergen sera en partie intégré dans la ville et en deviendrait alors un quartier.